# Abe Masatsugu
Abe Masatsugu est un nom japonais traditionnel ; le nom de famille (ou le nom d'école), Abe, précède donc le prénom (ou le nom d'artiste).
Abe Masatsugu (阿部 正次, 1569-10 décembre 1647) est un daimyō du début de l'époque d'Edo du Japon.

## Biographie
Né dans la province de Mikawa, Abe Masatsugu est le fils ainé d'Abe Masakatsu, un des obligés héréditaires de Tokugawa Ieyasu. En 1600, à la mort de son père, il devient chef du clan Abe et hérite des biens de son père d'une valeur de 5 000 koku à Hatogaya dans la province de Musashi. En 1610, il est transféré à Kanuma, province de Shimotsuke. Il se distingue comme général au cours du siège d'Osaka de 1614, en prenant le plus de têtes d'ennemis de tous les généraux de Tokugawa Ieyasu. Il est récompensé avec le rang de daimyō en 1617 et reçoit le domaine d'Ōtaki de 30 000 koku dans la province de Kazusa.
En 1619, à la suite de la perte de faveur du clan Ōkubo, il est réaffecté au domaine d'Odawara (50 000 koku) dans la province de Sagami. En 1623, il est réaffecté à nouveau, cette fois au domaine d'Iwatsuki (55 000 koku) de la province de Mutsu, où ses descendants demeurent pendant plusieurs générations.
En 1626, il est nommé Osaka jōdai, position qu'il occupe pendant les vingt-deux ans qui suivent jusqu'à sa mort, ce qui augmente ses revenus à 86 000 koku. En 1637, il joue un rôle actif dans la répression de la rébellion de Shimabara. Le 22 avril 1638, il divise ses possessions entre ses fils Abe Shigetsugu (46 000 koku) et Abe Masayoshi (10 000 koku), tout en conservant le reste de 30 000 koku pour lui-même.
Msatsugu meurt à Osaka en 1647. Sa tombe se trouve au Zōjō-ji dans le district de Shiba de l'arrondissement Minatu-ku à Tokyo.